# レーシング・ストライプス
『レーシング・ストライプス』（Racing Stripes）は、2005年のアメリカ合衆国のアドベンチャー・コメディ映画である。農場に住む動物の主人公が言葉を話し、何か別の生き物になりたいという点では1995年の映画『ベイブ』と同じ手法である。また困難とされていたシマウマを飼い馴らした作品でもある。

## あらすじ
サーカス団の移動中のドサクサに紛れて道端に置き去りにされた赤ちゃんシマウマは、農場主のノーラン・ウォルシュに拾われる。シマウマは「ストライプス」と名付けられ、ノーランの娘チャニングに育てられるが、農場の隣にある競馬場を見て、自分も大きくなったらサラブレッド競走馬になるものだと信じ込んでいた。チャニングは競馬場の清掃係をしていたが、母を目指して騎手になるという夢を捨てていなかった。大きくなったストライプスは競走馬を目指すことになる。

## 登場人物

### 人間
ノーラン・ウォルシュ
演 - ブルース・グリーンウッド
元競馬の調教師であったが、落馬事故で騎手の妻を亡くしてからは農場で娘と二人で暮らしている。ストライプスを助けたことによって、騎手になりたいという娘の夢と向き合うことになる。
チャニング・ウォルシュ
演 - ヘイデン・パネッティーア
ノーランの娘。競馬場の清掃係をしているが、騎手になりたいという夢がある。ストライプスには農場にいる他の動物よりも特別な愛情を注いて、部屋にはシマウマの写真などが置かれている。
ウッジー
演 - M・エメット・ウォルシュ
競馬好きの老紳士。ノーラン夫妻が競馬で活躍していた頃を知っている。ストライプスの能力を見込んでノーランにケンタッキーオープンの参加費を渡す。
クララ・ダルリンプル
演 - ウェンディ・マリック
競馬場の女性オーナーで、かつてはノーランを調教師として雇っていた。

### 動物
ストライプス
声 - フランキー・ムニッズ
主人公。シマウマであるが自分を競走馬だと思い込んでいる。
タッカー
声 - ダスティン・ホフマン
ノーランの農場で飼われているシェトランドポニー。小さいので競馬には出走していないが、ストライプスを一人前の競走馬にするためコーチする。
フラニー
声 - ウーピー・ゴールドバーグ
ノーランの農場で飼われているおばさんヤギ。
サンディ
声 - マンディ・ムーア
クララが所有する芦毛の牝馬。障害飛越の世界チャンピオンでもある。
バズ、スカズ
声 - スティーヴ・ハーヴェイ、デヴィッド・スペード
サシバエの兄弟。どこにでも現れ、音楽好き。
グース
声 - ジョー・パントリアーノ
ガチョウ（Goose）という名前であるがペリカン。都会からノーランの農場へ逃げ出してきた。
レジー
声 - ジェフ・フォックスワーシー
ノーランの農場で飼われている雄鳥。
サー・トレントン
声 - フレッド・ダルトン・トンプソン
クララが所有するサラブレッド競走馬でプライドの父。ストライプスのレース出場を妨害する。
プライド（サー・トレントンズ・プライド）
声 - ジョシュア・ジャクソン
トレントンの息子。幼馴染であるストライプスを馬鹿にする。
ラフショッド
声 - マイケル・ローゼンバウム
プライドの仲間。
ライトニング
声 - スヌープ・ドッグ
ノーランが飼っているブラッドハウンド。いつも寝てる。
クライズデール
声 - マイケル・クラーク・ダンカン
ブルームーン・レースを仕切る馬。

## 日本語吹替
| 役名                   | 俳優                           | 日本語吹替 | 日本語吹替 |
| 役名                   | 俳優                           | 劇場公開版 | 日本テレビ版 |
| ---------------------- | ------------------------------ | --- | --- |
| ストライプス           | フランキー・ムニッズ           | 田中麗奈 | 吉野裕行 |
| タッカー               | ダスティン・ホフマン           | 三宅裕司 | 青野武 |
| フラニー               | ウーピー・ゴールドバーグ       | 中島知子 | 片岡富枝 |
| サンディ               | マンディ・ムーア               | 島谷ひとみ | 甲斐田裕子 |
| バズ                   | スティーヴ・ハーヴェイ         | グッチ裕三 | 西凜太朗 |
| スカズ                 | デヴィッド・スペード           | モト冬樹 | 佐藤せつじ |
| グース                 | ジョー・パントリアーノ         | 松嶋尚美 | 大川透 |
| レジー                 | ジェフ・フォックスワーシー     | 柳沢慎吾 | 多田野曜平 |
| ノーラン・ウォルシュ   | ブルース・グリーンウッド       | 山寺宏一 | てらそままさき |
| チャニング・ウォルシュ | ヘイデン・パネッティーア       | 大塚ちひろ | 小笠原亜里沙 |
| ウッジー               | M・エメット・ウォルシュ        | | 富田耕生 |
| クララ・ダルリンプル   | ウェンディ・マリック           | 戸田恵子 | 塩田朋子 |
| サー・トレントン       | フレッド・ダルトン・トンプソン | 津嘉山正種 | 土師孝也 |
| プライド               | ジョシュア・ジャクソン         | 猪野学 | 高橋広樹 |
| ラフショッド           | マイケル・ローゼンバウム       | | |
| ライトニング           | スヌープ・ドッグ               | 徳井優 | |
| クライズデール         | マイケル・クラーク・ダンカン   | 天田益男 | |
| その他                 |                                | 樋口忠正 児玉謙次 海鋒拓也 上村祐翔 村上想太 横堀悦夫 村田則男 小山田詩乃 桐本琢也 岩崎ひろし 宮寺智子 佐野美幸 嶋崎伸夫 佐藤祐四 山賀教弘 増田英彦 岡田圭右 羽鳥慎一 安部まみこ 小林杏奈 | 池田勝 姫野惠二 小林皓正 渡辺久美子 郷里大輔 仲野裕 井上麻里奈 日野未歩 吉田孝 駒谷昌男 平勝伊 武虎 よのひかり 原田桃子 |
|                        |                                | | |
| 演出                   |                                | 壺井正 | 木村絵理子 |
| 翻訳                   |                                | 高間俊子 | 高間俊子 |
| 調整                   |                                | 飯塚秀保 | 川畑初 |
| 効果                   |                                | | サウンドボックス |
| 録音スタジオ           |                                | | スタジオ・ユニ |
| 制作担当               |                                | | 稲毛弘之 （東北新社）                                                                                                   |
| プロデューサー         |                                | | 藤本鈴子 笠原陽介 （日本テレビ）                                                                                        |
| プロデューサー補       |                                | | 野地玲子 飯岡慶一郎 |
| 制作                   |                                | グロービジョン | 東北新社 |
| 初回放送               |                                | | 2006年11月17日 『金曜ロードショー』 21:03-22:54                                                                         |
| 正味                   |                                | 本編約92分 | |

## その他
- 映画の舞台はアメリカ合衆国のケンタッキー州であるが、実際の撮影は南アフリカ共和国のピーターマリッツバーグとノッティンガム・ロード（英語版）で行われた。作品に登場するターフウェイパーク競馬場（英語版）やデイリー・レーシング・フォーム紙は実在する。ケンタッキー・オープンは架空の競走である。
- スカズは作品内で自身を「ルーク・スカズウォーカー」と自称しているが、映画『スター・ウォーズ』に登場するルーク・スカイウォーカーをもじったものである。
- ラストは映画『シービスケット』を彷彿とさせる内容である。その他、設定がシービスケットと似通った部分がいくつかある。
- テーマ曲であるスティングの『Taking The Inside Rail』とブライアン･アダムスの『It Ain't Over Yet』はこの映画のために書き上げられた曲である。
- 日本語版イメージソングは日本語吹替版に声優としても参加した島谷ひとみの『I will』。